# Barend
Barend is een naam van Germaanse oorsprong, die in Nederland voorkomt als voor- en achernaam, met de betekenis sterk, moedig, dapper.
Deze naam stamt op zijn beurt af van de Oudhoogduitse naam Bernhard, welke afgeleid is van de woorden "bero" (Bär) (betekenis: Beer) en "hard" (betekenis: hard, sterk, moedig). Deze naam kan dan ook vertaald worden als "sterk als een beer".

## Bekende voornaamdragers
- Barend Avercamp (1612–1679), Nederlands kunstschilder
- Barend Barendse (1907–1981), Nederlands sportverslaggever en presentator
- Barend Biesheuvel (1920–2001), Nederlands politicus en premier
- Barend Cohen (1942–2005), Nederlands forensisch geneeskundige
- Barend Dircksz (1500–1577), Nederlands kunstschilder
- Barend Kamphuis (1950), Nederlands hoogleraar en theoloog
- Barend Cornelis Koekkoek (1803–1862), Nederlands romantisch landschapsschilder
- Barend Lempke (1901–1993), Nederlands lepidopterist
- Barend van Deelen (1988), Nederlands radiopresentator
- Barend Wijnveld (1820–1902), Nederlands schilder

## Bekende achternaamdragers
- Sonja Barend (1940), Nederlands televisiepresentator
- Frits Barend (1947), Nederlands televisiepresentator
- Barbara Barend (1974), Nederlands televisiepresentator

## Fictieve personen
- Barend Servet, karakter van Wim T. Schippers uit diverse televisieprogramma's, gespeeld door IJf Blokker
- Barend Buizerd, karakter uit het weekblad Donald Duck